# 독일의 사법부
독일의 사법부(독일어: Judikative in Deutschland, 영어: Judiciary of Germany)는 독일의 연방정부 및 주정부에서 사법권을 행사하는 기관들의 체계 또는 그 집합을 일컫는 말이다. 독일 연방정부의 사법부는 최종심을 관할하는 최고법원들로 구성되어 있고, 주정부의 사법부는 주로 각 최고법원들의 하급심을 관할하는 법원으로 구성되어 있다.

## 개요
독일의 사법부는 사건 관할에 따라 일반법원 및 행정법원, 재정법원, 노동법원, 사회법원과 헌법재판소로 나누어져 있다. 헌법재판소를 제외한 나머지 최고법원들은 산하에 제1심, 제2심을 담당하는 하급법원들을 두어 일반적으로 3심제를 실시하고 있으나, 헌법재판소는 연방정부와 각 주정부에 연방헌법재판소와  각 주의 헌법재판소가 각자 단일법원 설치되어 있다. 모든 법원(재판소)은 독일 기본법(헌법) 제9장 '사법(독일어: Die Rechtsprechung)'에 근거하여 설치되어 있다. 

## 구성
독일 기본법은 최고법원들에 근무할 최고법관의 수를 예정하지 않은 채 법률에 규정하도록 위임하고 있으나, 임명 방법은 기본법 제94조, 제95조, 제98조에 규정하고 있다. 연방헌법재판소의 법관은 절반씩 연방 입법기관(상원, 하원)에서 선출되고, 나머지 최고연방법원들의 법관은 연방의회(하원) 의원 및 관계부처 장관으로 구성되는 법관선출위원회가 선출한다. 각 주(州, Länder)에 설치된 하급심 법원의 법관들은 그 주의 법률에 따라 선출된다. 
모든 법관들은 임기에 제한이 없으나 정년이 있다. 연방헌법재판소 법관의 정년은 68세이고, 나머지 모든 법관들의 정년은 65세이다. 법관의 인사 및 예산 등에 관한 사법행정권은 원칙적으로 독일 법무부에 속해 있으나, 예외적으로 연방헌법재판소는 독일의 최고 5개 헌법기관(독일어: Verfassungsorgan) 중 하나로써 자율성을 인정받아 자체적으로 예산을 편성할 수 있다.

## 조직
독일의 최고법원은 아래의 연방최고법원 5개 및 연방헌법재판소로 구성되어 있으며, 각 하급심 법원들은 주법원으로써 5개의 연방최고법원 편제에 부속되어 있다. 연방최고법원들은 헌법기관에 해당하지 않고, 연방헌법재판소만이 헌법기관에 해당한다.
- 연방일반법원(독일어: Bundesgerichtshof) : 민사, 형사, 지적재산권 사건을 관할하는 일반법원의 최고법원. 산하에 지적재산권에 관한 연방특허법원(독일어: Bundespatentgericht) 등을 하급심 전문법원으로 두고 있다. 연방통상법원이라고도 번역되며, 다른 최고법원들과 중복되지 않는 자체적인 고등법원, 지방법원을 두어 3심제를 실시하고 있다. 연방일반법원에는 각각 약 5명의 법관으로 구성된 28개의 재판부(독일어: Senat)가 있다[4]. 법관의 숫자가 많으므로 전원이 모여서 심리하는 전원합의체(영어: en banc)가 있을 수 없고, 대신 일부 재판부의 대표들이 모여 토의하는 대(大)재판부(독일어: Großer Senat)를 두어 판결의 통일성을 도모하고 있다. 이는 독일의 다른 최고법원들도 공통적으로 해당하는 사항이다. 각 최고법원 내의 재판부 간 의견일치를 넘어서 나머지 최고법원들과의 의견일치가 문제되는 경우에는 기본법 제95조 제3항에 따라 각 최고법원들의 대표들이 모여 토의하는 공동재판부(독일어: Gemeinsamer Senat)를 구성하여 판결의 통일성을 도모한다[5].

- 연방행정법원(독일어: Bundesverwaltungsgericht) : 행정법원의 최고법원. 연방일반법원과 마찬가지로 지역별로 자체적인 하급심 법원을 두어 3심제를 실시한다. 연방행정법원에는 사건의 종류에 따라 각 3~6명의 법관으로 구성된 14개의 재판부가 있다[6].

- 연방재정법원(독일어: Bundesfinanzhof) : 재정 사건(조세 관련 분쟁 등)을 관할하는 최고법원. 연방재정법원은 지역별로 자체적인 제1심 법원만을 두어 2심제를 실시하고 있다. 연방재정법원에는 각 5명 내외의 법관으로 구성된 11개의 재판부가 있다[7].

- 연방노동법원(독일어: Bundesarbeitsgericht) : 노동 사건을 관할하는 최고법원. 역시 지역별로 자체적인 하급심 법원을 두어 3심제를 실시한다. 연방노동법원에는 각 5명의 법관으로 구성된 약 14개의 재판부가 있고, 법관의 총 숫자는 42명이다.

- 연방사회법원(독일어: Bundessozialgericht) : 사회 사건(사회보험수급 관련 분쟁 등)을 관할하는 전문법원의 최고법원. 역시 지역별로 자체적인 하급심 법원을 두어 3심제를 실시한다. 연방사회법원에는 약 14개의 재판부가 있고, 각 재판부는 3명의 법관 및 2명의 참심제 판사로 구성되어 있다[8].

- 연방헌법재판소(독일어: Bundesverfassungsgericht) : 헌법재판을 관할하는 최고법원. 산하에 하급심 법원이 없는 단일법원[9]으로서, 각 8명의 법관으로 구성된 2개의 재판부가 있다[10]. 독일 연방헌법재판소의 특징은 다른 최고법원들의 판결에 대해 위헌성을 심사해달라는 청구(이른바 '재판에 대한 헌법소원(독일어: Urteilsverfassungsbeschwerde)' 또는 '재판소원')가 가능하다는 것이다. 그러나 재판소원 제도가 독일 연방헌법재판소를 나머지 연방법원들의 상위에 있는 최종심의 역할로 인정하는 것은 아니다. 재판소원은 상급법원이 재판을 다시 해달라는 상소(영어: appeal)로서 제4심을 청구하는 개념이 아니고, 이미 내려진 재판이 헌법에 위반되는지 여부만을 심사해달라는 전혀 새로운 심판(헌법재판)을 청구하는 것이기 때문이다. 그럼에도 불구하고 재판소원 제도로 인해 독일 연방헌법재판소는 사법부 내에서 다른 연방법원들에 대해 실질적인 상급법원처럼 기능한다는 평가를 받고 있다[11].

## 같이 보기
- 사법부
- 헌법기관
- 독일의 연방제
- 연방헌법재판소